# Vinzenz Schwind
Vinzenz Schwind (* 12. Mai 1910 in Aschaffenburg; † 17. März 1974 ebenda) war Chemiker und von 1945 bis 1970 Oberbürgermeister der unterfränkischen Stadt Aschaffenburg im Freistaat Bayern. Schwind war bis 1952 CSU-Mitglied, danach war er Gründer der „Überparteilichen Einheitsliste“.

## Leben
Schwind wurde als Sohn des Steinmetzen und Bildhauers – später Kriminalkommissär – gleichen Vornamens und dessen Ehefrau Maria Magdalena, geborene Dölger in Aschaffenburg, Gabelsbergerstraße 6 geboren. Nach Volksschule und Oberrealschule in Aschaffenburg absolvierte er am 29. März 1929 sein Abitur. Im gleichen Jahr nahm er das Studium der Natur-, Rechts- und Staatswissenschaften sowie der Geschichte an den Universitäten von Heidelberg und Königsberg auf. Ab 1930 war er Mitglied der katholischen Studentenverbindung KDStV Arminia Heidelberg. Nach Königsberg, wo er zum Dr. rer. nat. promovierte, immatrikulierte er sich nochmals im Wintersemester 1938/39 an der Universität Frankfurt am Main für Wirtschafts- und Sozialwissenschaften. 
Bevor er 1938 seinen Dienst bei den Hoechster Farbwerken aufnahm, heiratete er Emmy Walter, die in Meran geborene Tochter des dortigen Hoteliers Valentin Walter und der aus der Aschaffenburger Herdfabrik–Dynastie stammenden Anna Veronika Koloseus. Nach Beendigung der Wehrpflicht, entlassen als Feldwebel der Reserve, wurde er ab Oktober 1944 zu den Leunawerken nach Merseburg versetzt. Im Mai 1954, im Alter von nur 46 Jahren, verstarb seine Frau Emmy, die viele Jahre karitative Aufgaben erfüllt hatte. 

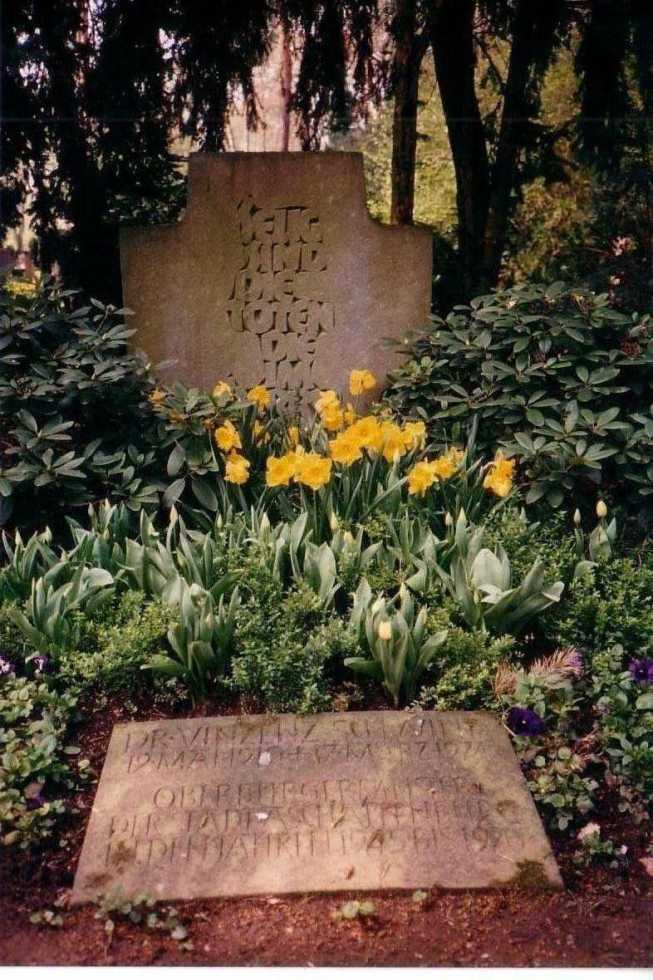
Grabstätte im Aschaffenburger Waldfriedhof

Am 12. Mai 1960 feierte der damals dienstälteste Oberbürgermeister der Bundesrepublik seinen 50. Geburtstag. Im März 1965 heiratete er in Taufers (Südtirol) die Kunstmalerin Eva Maria Benken aus Nürnberg, Assistentin von Prof. Hermann Kaspar aus München, der die künstlerische Gestaltung des Rathauses, des Sitzungssaales und später der Neuerstellung des im Krieg zerstörten Deckengemäldes der Muttergottespfarrkirche übernommen hatte.
1973 erkrankte Schwind schwer und verstarb am 17. März 1974 im Alter von 63 Jahren in seiner Heimatstadt. Er wurde im Aschaffenburger Waldfriedhof neben seiner ersten Frau beigesetzt.

## Karriere
Kurz nach Ende des Zweiten Weltkrieges trat Schwind in den Dienst der Stadt Aschaffenburg. Als Leiter des Wiederaufbauamtes war zunächst die Kriegschuttbeseitigung und die Instandsetzung der nur leicht beschädigten Wohnhäuser seine vordringliche Aufgabe. Am 31. Dezember 1945 ernannten die Amerikaner Schwind zum Oberbürgermeister der Stadt Aschaffenburg, sein Vorgänger Jean Stock wurde nach Würzburg berufen. Gemäß Schwinds Dringlichkeitsplan wurden die folgenschwersten Kriegsschäden behoben und fehlende Geldmittel beschafft. Bis 1947 wurden die noch vorhandenen Schulen renoviert, das alte Krankenhaus wieder aufgebaut, ein Kulturkomitee gegründet, so dass im Blauen Saal des Frohsinn-Gebäudes ein bescheidener Theaterbetrieb anlaufen konnte. In seine Amtszeit fallen die Errichtung des Schulzentrums im Stadtteil Leider, Neubau des Kronberg-Gymnasiums, Bau von Ebertbrücke und Willigisbrücke, die Projektierung einer Städtischen Ringstraße und die Fertigstellung erster Bauabschnitte dieser Straße in den Stadtteilen Damm und Leider. 
Schwind kandidierte 1946 und 1948 für die CSU. Einziger Gegenkandidat war jeweils sein Vorgänger im Amt Jean Stock (SPD). Ab 1952 kandidierte er für die „Überparteiliche Einheitsliste“ (Gegenkandidat Alfons Goppel, CSU und späterer bayerischer Ministerpräsident). 1958 und 1964 wurde Schwind wiedergewählt. 1970 verlor er die Wahl gegen seinen Nachfolger Willi Reiland. Der Leitsatz in seinem Schaffen als Oberbürgermeister hieß stets: „Ich war immer bestrebt, meine Pflicht zu tun und Überdurchschnittliches zu leisten.“

## Ehrungen und Auszeichnungen
Die Jahnstraße im Stadtzentrum von Aschaffenburg, an der er viele Jahre wohnte, wurde 1978 zu seinen Ehren in Schwindstraße umbenannt (und damit auch der Verwechslung mit der Jahnstraße im neu eingemeindeten Obernau vorgebeugt).